# Östgötagatan

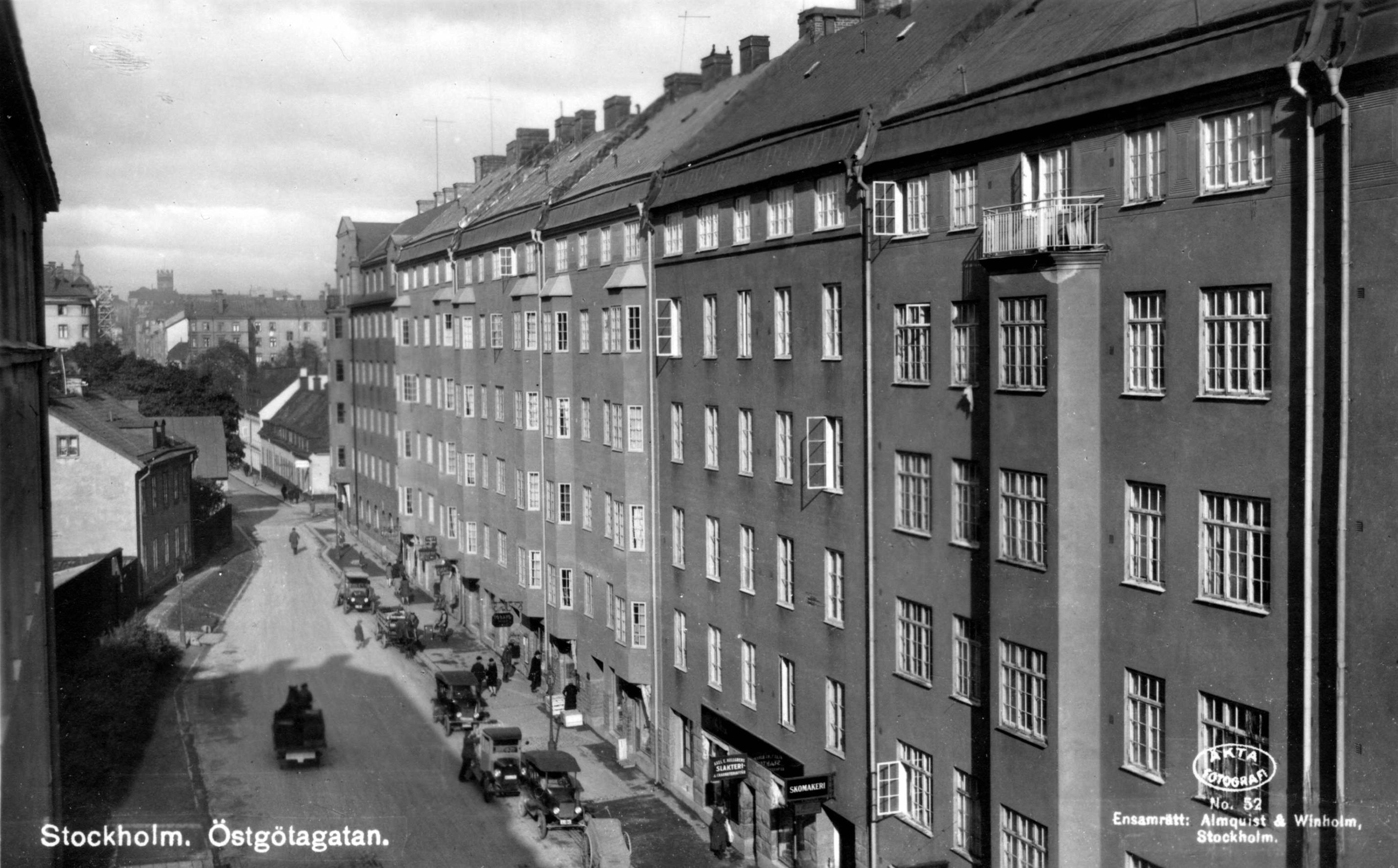
Östgötagatan norrut på 1920-talet.

Östgötagatan är en bostads- och affärsgata i stadsdelen Södermalm i centrala Stockholm.

## Beskrivning
Gatan sträcker sig över nästan hela Södermalm i nord-sydlig riktning, parallellt med Götgatan och ett kvarter öster om den. Östgötagatan går från Mosebacke torg i norr till Hammarbyleden i söder och är 1 480 meter lång; nästan hela sträckan är enkelriktad. Gatan fick sitt nuvarande namn vid den stora namnrevisionen 1885. Tidigare hette en del Tullportsgatan efter en tullport (Grinds tull) som funnits i korsningen med Bondegatan.
I hörnfastigheten Svartensgatan/Östgötagatan, kvarteret Häckelfjäll, drivs det anrika glasmästeriet N.P. Ringström AB sedan 1886 i fjärde och femte generation.

## Bilder

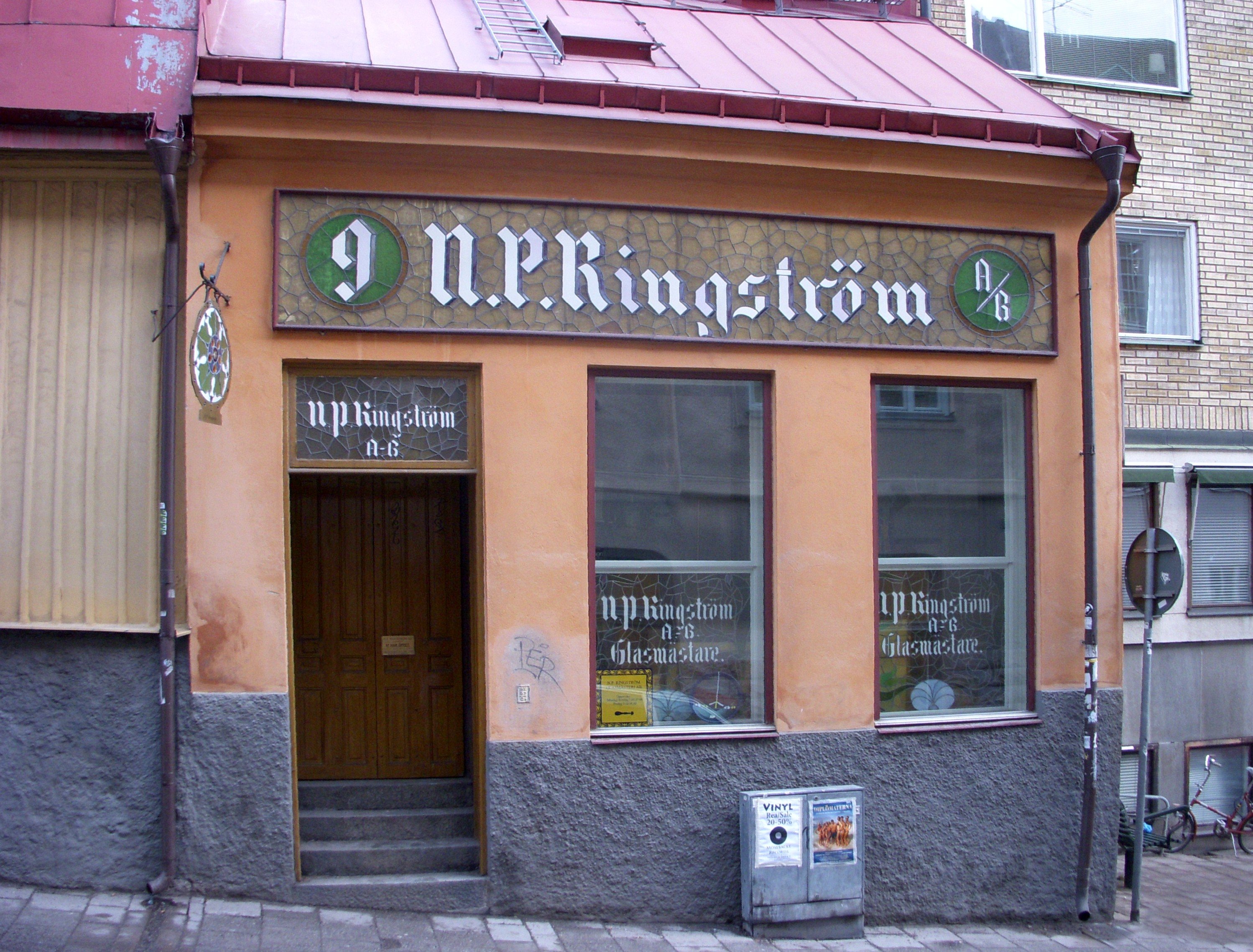
Ringströms glasmästeri vid Östgötagatan 9.
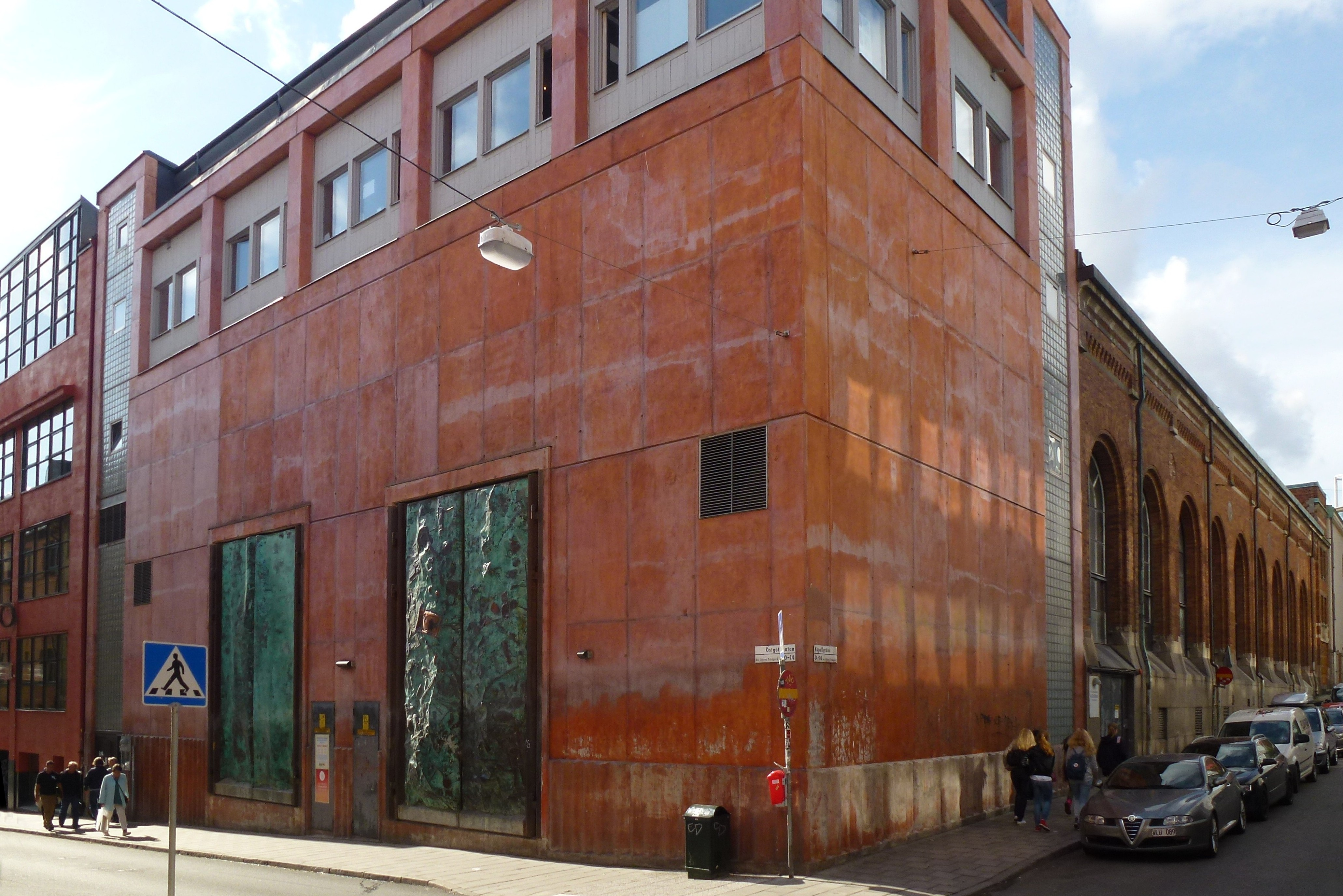
Katarina fördelningsstation, Östgötagatan 10-14.
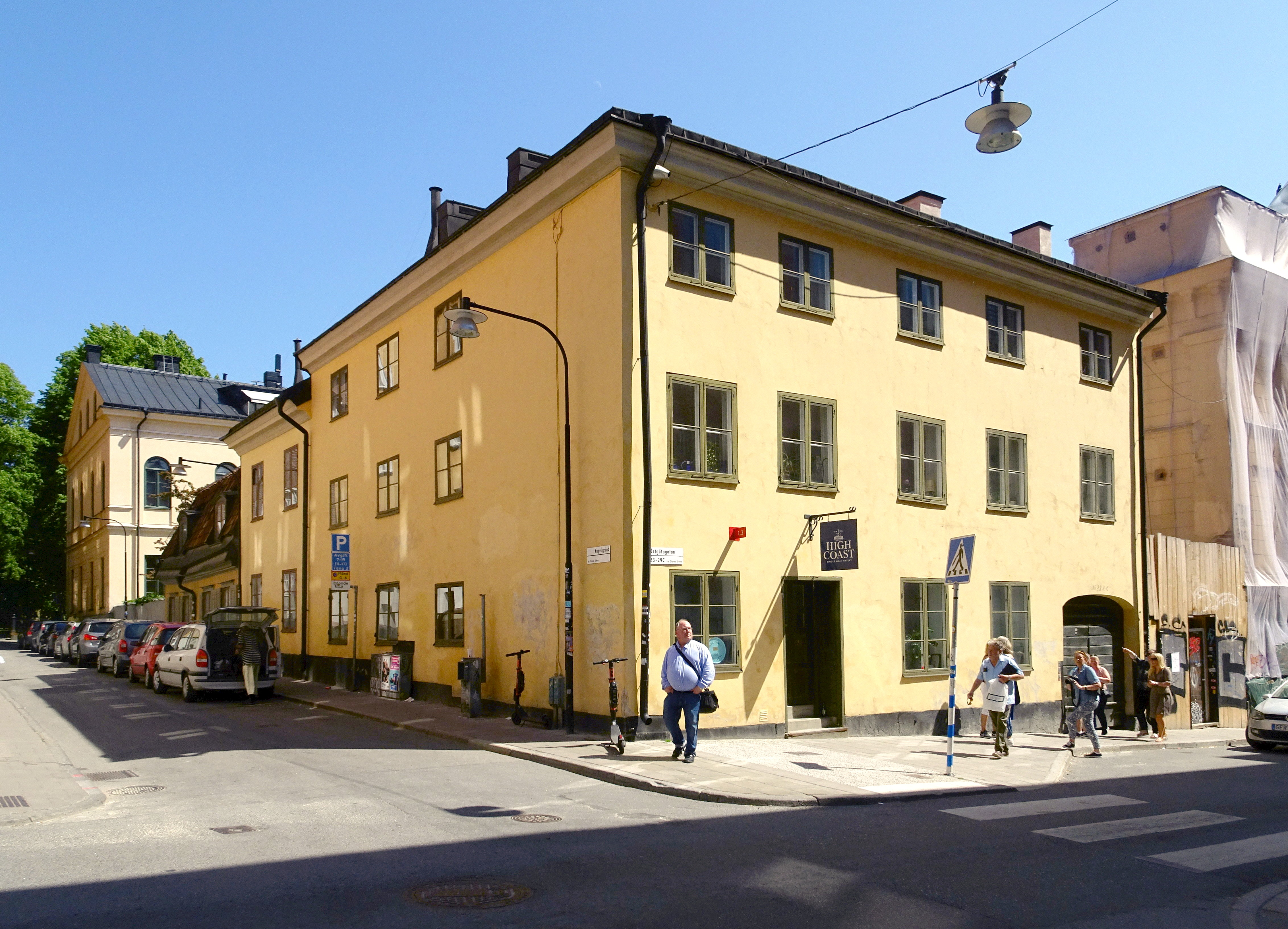
Sturen större 11,  Östgötagatan 23 / Kapellgränd 16.
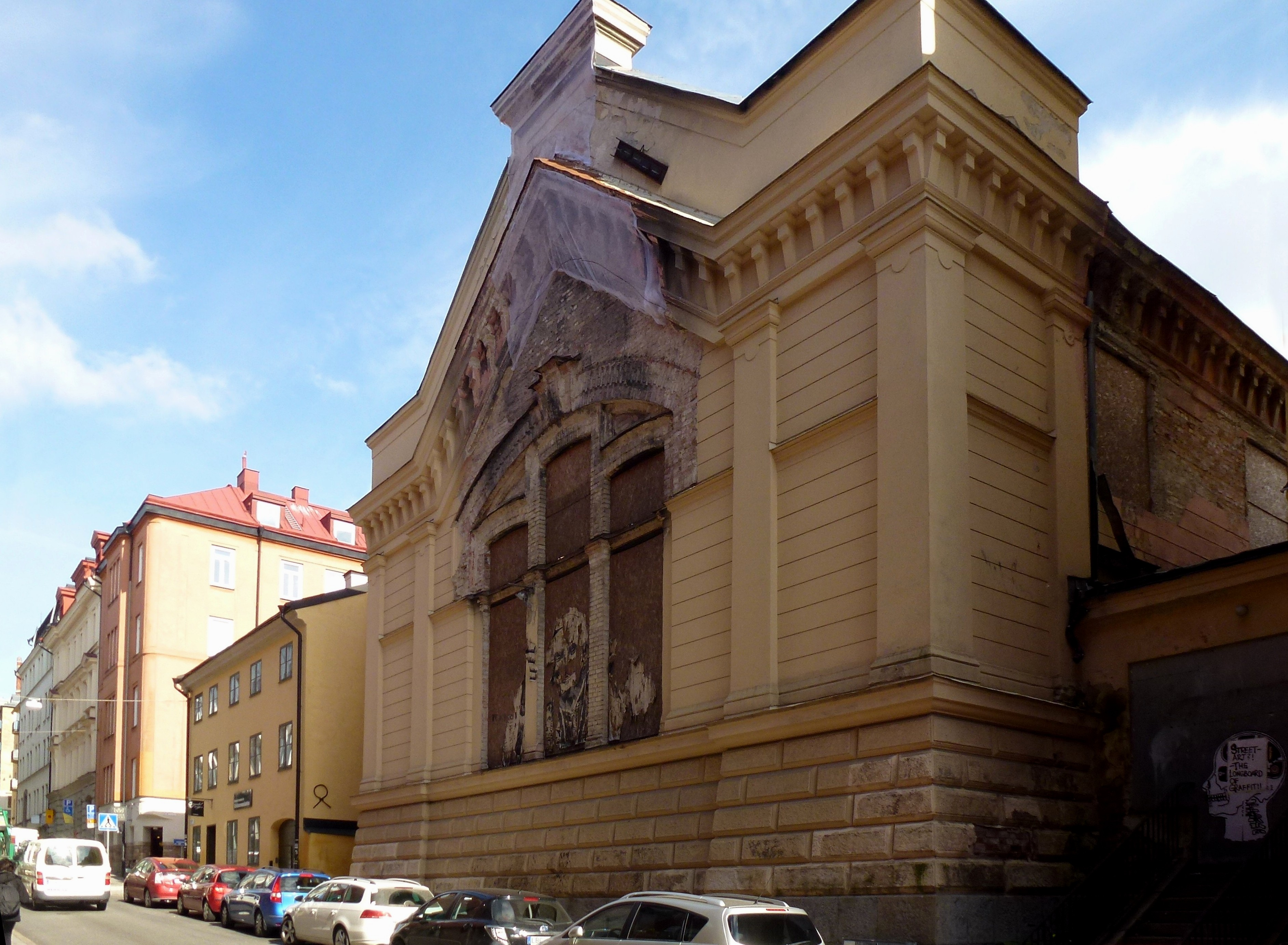
Östgötagatan 25 med brandskadade Katarina västra vårdgymnasiums gymnastikhall.
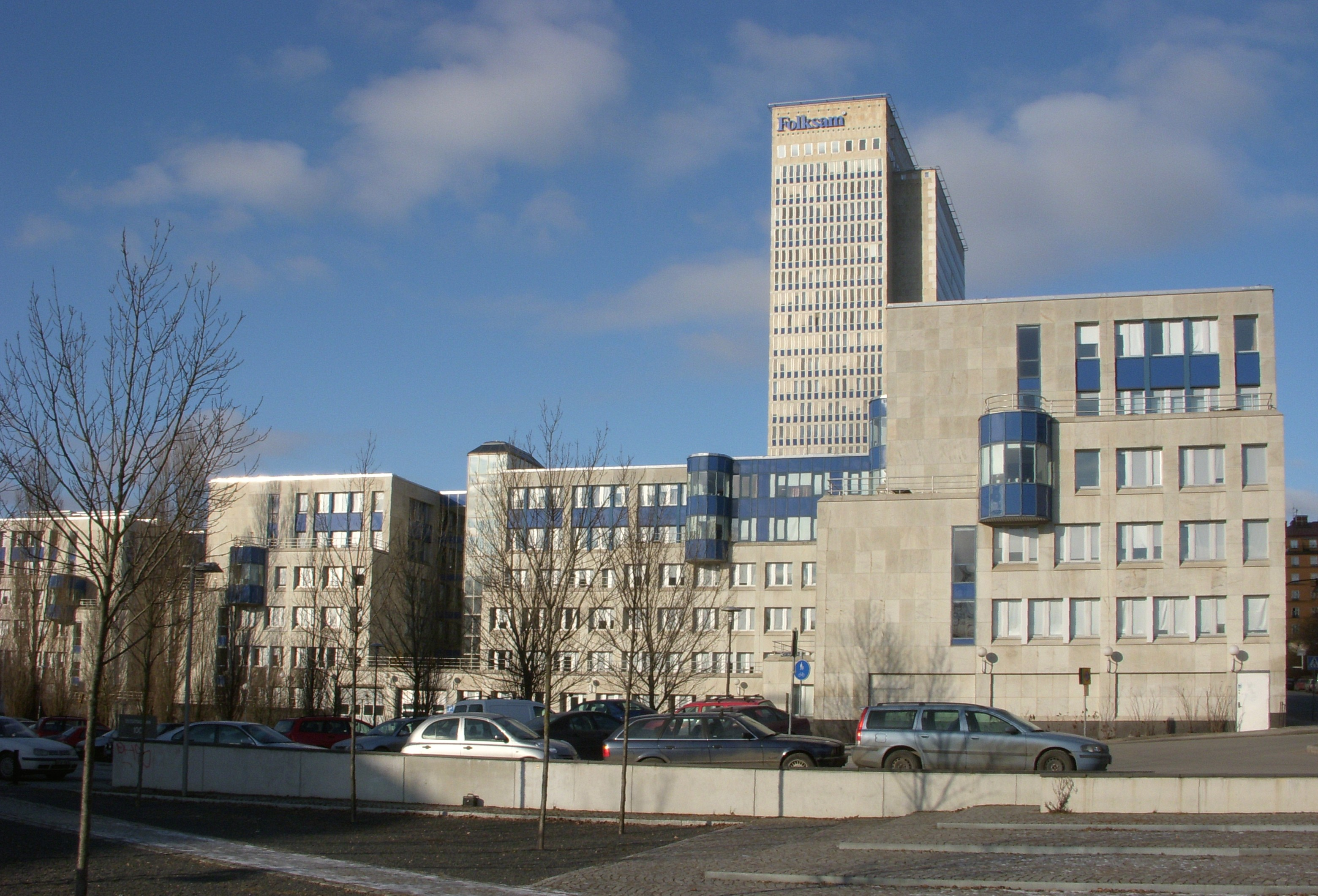
Folksamhuset i februari 2009.

## Byggnader och verksamheter längs gatan
- Nr 9 – N.P. Ringström AB, sedan 1903–1904 bedrivs verksamheten på denna plats
- Nr 10/14 – Katarina fördelningsstation från 1992
- Nr 23 – Sturen större 11, kulturhistoriskt värdefull fastighet med trä- och stenhus från 1700-talet
- Nr 25 – Katarina västra vårdgymnasiums gymnastikhall, som totalförstördes vid en spektakulär eldsvåda i juli 2003
- Nr 33 – Biografen Facklan, nedlagd 1969
- Nr 56 – Hotellhemmet Monumentet, uppfört 1947–1949
- Nr 69/71 (tidigare Södra Tullportsgatan 55) – Bjurholms Bryggeri, verksamheten fanns kvar till 1910
- Nr 88 – Folksamhuset, invigdes 26 maj 1960
- Nr 97/99 – Det tidigare Skanstulls gymnasium, tidigare Södra flickläroverket vid Skanstull invigt 1943
- Nr 100 – White arkitekters Stockholmskontor som belönades med Kasper Salin-priset 2003